# ناحیه السبورو، شهرستان موری، مینه سوتا
ناحیه السبورو (به انگلیسی: Ellsborough Township) یک منطقهٔ مسکونی در ایالات متحده آمریکا است که در شهرستان مورای، مینه‌سوتا واقع شده‌است.
 ناحیه السبورو ۹۲٫۸ کیلومتر مربع مساحت و ۱۹۸ نفر جمعیت دارد و ۵۱۵ متر بالاتر از سطح دریا واقع شده‌است.